# Puppe (Film)
Puppe ist ein deutsches Filmdrama von Sebastian Kutzli aus dem Jahr 2013 mit Corinna Harfouch und Anke Retzlaff. Die Drehbuchautorin Marie Amsler verarbeitet in dem Werk ihre Erfahrungen als Lehrerin in einem Bootcamp.

## Handlung
Die 16-jährige Anna lebte viele Jahre mit ihrer Freundin Leila auf der Straße. Ihr Leben war von Gewalt, Prostitution, Hunger und der ständigen Suche nach einer Bleibe für die nächste Nacht gekennzeichnet. Nun soll sie bei der Erzieherin Geena in der Schweiz zur Ruhe kommen. Diese betreibt mit Unterstützung des Jugendamtes einen Berghof für junge Mädchen im Kanton Wallis. Ihr Ziel ist es, die Mädchen vor dem „Knast“ zu bewahren und ihnen eine Perspektive aufzuzeigen. Neben ihr leben noch die korpulente Magenta, die zwölfjährige Emma und die Lehrerin Julie auf dem Hof.
In den ersten Tagen weigert sich Anna, am gemeinschaftlichen Leben teilzunehmen. Doch nach und nach gewöhnt sie sich ein. Sie kümmert sich um Emma, die von Magenta gelegentlich drangsaliert wird. Und auch die gemeinsame Arbeit mit den Schafen von Geenas Lebensgefährten Francis führt dazu, das Anna sich langsam einfindet. In Rückblenden erfährt der Zuschauer immer wieder von ihrer Vergangenheit. Dabei kam ihre Freundin Leila unter zunächst ungeklärten Umständen ums Leben. Anna ist von dem Vorfall stark traumatisiert und kaum in der Lage, Vertrauen zu Erwachsenen zu fassen. Magenta hingegen ist hin- und hergerissen von der Sicherheit des Berghofes einerseits und ihrem ungestümen Wesen andererseits. Sie bricht immer wieder die Regeln des Berghofs und Geena muss ein ums andere Mal entscheiden, ob sie Magentas Bewährungshelfer anruft, um sie abholen zu lassen. Magenta macht sich an Anna heran und versucht, zu ihr eine Beziehung aufzubauen – manchmal streiten die beiden Jugendlichen jedoch einfach nur.
Eines Tages kommt überraschend Zine zu Besuch. Sie war einst das erste Straßenkind auf Geenas Berghof. Inzwischen wohnt sie in Frankreich und hat ihr Leben weitgehend im Griff. Sie macht Urlaub und besucht ihre Förderer. Anna fragt Zine über einen möglichen Fluchtweg aus, der sie über Francis’ Berghütte nach Italien führen könnte. Zine wundert sich über diesen Wunsch und fragt, warum Anna nicht in der Geborgenheit des Berghofes bleiben möchte. Geena gegenüber schweigt sie und verrät nichts von Annas Fluchtplänen. Eines Nachts brechen Anna und Magenta auf und wollen fliehen. Doch sie kommen nicht weit. Ein heftiges Gewitter zieht auf und flößt den beiden Jugendlichen Angst ein. Magenta verstaucht sich den Knöchel, doch Anna läuft unter großem Protest von Magenta weiter. Das Gewitter wird immer heftiger. Geena hat inzwischen das Verschwinden der beiden bemerkt und ist mit Francis’ Hilfe auf der Suche nach den beiden. Schließlich können die Erwachsenen die beiden Schützlinge wohlbehalten zum Berghof zurückbegleiten.
Am darauf folgenden Tag kommt es erneut zu einer Auseinandersetzung zwischen Anna und Magenta. Anschließend verletzt Magenta sich selbst, indem sie mit einem Metallstück in eine Steckdose greift. Nur so könne sie etwas fühlen. Geena ist entsetzt über die erneuten Ausbrüche und will Magenta abholen lassen. Dadurch müsste sie in einer Justizvollzugsanstalt ihre Reststrafe verbringen. Magenta belauscht das Telefonat und ist außer sich vor Wut. Sie lässt ihren Frust an Emma aus und verletzt sie schwer. Anna findet Emma, ruft Geena zur Hilfe, die das Mädchen vom Berghof hinunter ins Krankenhaus bringt. Geena bittet Anna, im Berghof zu bleiben. Diese findet jedoch vor dem Haus die Puppe ihrer Freundin Leila. Sie ahnt, dass Magenta, die über die Berge flüchten will, etwas mit Leilas Tod zu tun hat, und folgt ihr.
In einer Rückblende wird deutlich, dass Magenta Mitglied einer kriminellen Bande war, die neben dem Handel mit Drogen auch junge Mädchen an Freier vermittelt hat – darunter auch Leila. Sie wurde von Magenta in einem Keller zusammengeschlagen, als Leila ihr drohte, das Verschwinden anderer Mädchen öffentlich zu machen. Anschließend steckte Magenta den Raum in Brand. Anna erlebte die Situation in einem Versteck in einem benachbarten Keller mit, bekam Magenta aber nicht zu Gesicht. Dennoch waren seit diesem Zeitpunkt ihre beiden Schicksale miteinander verbunden.
Anna kann Magenta einholen. Bei der folgenden Auseinandersetzung schlägt Magenta mit einem Stein bewaffnet Anna nieder und flieht. Dabei stiehlt sie auch Annas Puppe – eine Erinnerung an Leila.
Als Geena aus dem Tal zurück auf dem Berghof ankommt, sucht sie sofort mit Francis nach den beiden Jugendlichen, findet aber nur Anna, die nur leichte Verletzungen erlitten hat. Sie erfahren einige Tage später, dass Magenta bei ihrer Flucht in eine Felsspalte gestürzt ist, sich das Bein gebrochen hat und dort gestorben ist. Geena muss auf Grund dieser Vorkommnisse die Betreuung von Jugendlichen aufgeben. Julie reist ab, doch Anna will das Jugendamt bitten, bei Geena und Francis bleiben zu dürfen.

## Kritik
Barbara Schweizerhof von der Zeitung Die Welt stört sich an den Klischees wie den majestätischen Aufnahmen „hochaufragender Felsen, immer wenn die Sturheit menschlichen Willens illustriert werden soll“. Gleichzeitig kritisiert sie stereotype Bilder wie das vom „weisen Schäfer mit seiner Herde, deren Abtrieb für alle eine momenthafte Bergidylle zaubert, von Blöken und Folkloremusik untermalt“. All diese Bilder stören aus ihrer Sicht das Ziel des Filmes, dem Erzählen von Traumata und „den Schwierigkeiten, sie zu überwinden“.
Michael Meyns vom Portal programmkino.de findet die Konstellation auf dem Berghof hingegen durchaus realistisch. Ihn stört an dem Film, dass sich Kutzli zunehmend „verzettelt“. Dennoch behalte er den „ansprechend gefilmten, inhaltlich ambitionierten“ Film auf Grund der Darsteller in Erinnerung.
Michael Baute auf tip-berlin.de begrüßt hingegen die „große Sensibilität für Blicke, Gesten und Körperhaltungen der Protagonistinnen.“ Die Resozialisierungsgeschichte wandele sich zunehmend in ein Jugenddrama mit „Thriller-Elementen“, die „im dramatischen Finale schließlich auf eine fast mythische Konfrontation hinausläuft.“

## Hintergrund und Auszeichnung
Der Film feierte am 21. Februar 2013 in Deutschland seine Kinopremiere. Gedreht wurde vom 12. Mai bis 25. Juni 2011 in  Hamburg, Duisburg, München und im schweizerischen Kanton Wallis. 2012 war er im Programm der 47. Solothurner Filmtage und der 46. Hofer Filmtage. Anke Retzlaff wurde 2013 für ihre Rolle als Anna für den New Faces Award nominiert. Der Film gewann im selben Jahr auf dem 23. Filmkunstfest Mecklenburg-Vorpommern den Leo und lief im Programm beim 34. Filmfestival Max Ophüls Preis. Die Deutsche Film- und Medienbewertung verlieh dem Film das Prädikat „wertvoll“.